# Smerdis
Bardiya (Oudperzisch) of Smerdis (Oudgrieks) was de zoon van Cyrus de Grote en jongere broer van Cambyses II,   sjah van het Perzische Rijk. Smerdis of Smerdies komt voor bij de Griekse dichters Alcaeus en Anacreon. Eenduidigheid over de naam is er echter niet: Ctesias (Pers. 8) noemde hem Tonyoxarces, Xenophon (Cyropaedia Vin. 7. ii) gebruikt dezelfde naam als Ctesias, maar veranderde de schrijfwijze enigszins in Tanooxares. Er zijn nog twee andere namen voor Smerdis bekend: Mergis (Junianus Justinus i. 9) en Mardos (Aeschylus, Perzen 774). Er is veel onduidelijk over de rol van Bardiya, mede omdat Darius I, de volgende sjah van Perzië, er veel belang bij had om zijn machtsovername te rechtvaardigen.
Volgens de overlevering zou Bardiya in het geheim zijn vermoord door zijn oudere broer Cambyses door vergiftiging met stierenbloed. Toen Cambyses zich in Egypte bevond na dit veroverd te hebben, zou de priester Gaumata van diens afwezigheid gebruik hebben gemaakt door zich voor te doen als Bardiya en in 522 v.Chr. de macht te grijpen. Cambyses zou zijn gestorven op de terugweg naar Susa, waarna Bardiya zeker was van het koningschap. Hij maakte zich onder het volk populair door drie jaar vrijstelling van krijgsdienst en van belastingen af te kondigen. Darius kende de waarheid echter en vermoordde met de zegen van de god Ahura Mazda en de hulp van zes medestanders de pseudo-Smerdis.

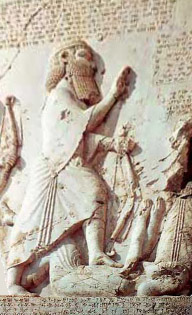
Gaumata onder Darius' voet in de Behistuninscriptie.

Deze versie was populair in de oudheid en bekend in meerdere versies, onder meer van Darius zelf via de Behistuninscriptie, van Herodotus en van Ctesias. Tegenwoordig wordt deze versie echter sterk in twijfel getrokken en wel gezien als een poging van Darius om zijn machtsovername te rechtvaardigen.

## Herodotus
Gaumata was op een of andere manier te weten gekomen wat er met de echte Smerdis gebeurd was en maakte van de afwezigheid van sjah Cambyses gebruik om zich uit te geven voor diens eertijds populaire broer, op wie hij volgens Herodotus sprekend leek. Hij wist bovendien dat slechts weinig mensen in Perzië van de moord op de hoogte waren en dat de meerderheid geloofde dat de echte Smerdis nog in leven was. Volgens de Behistuninscriptie zou hij ook de meeste 'lastige getuigen', die de ware toedracht kenden, laten vermoorden, waardoor de overigen wijselijk hun mond hielden.
Hij bleef slechts zeven maanden aan de macht, tot hij werd ontmaskerd doordat een van de haremvrouwen ontdekte dat de 'sjah' geen oorschelpen meer had. Cyrus zou deze hebben afgesneden bij Gaumata, waarmee duidelijk werd dat hij Smerdis niet was. Door zijn lange haardracht was dit steeds verborgen gebleven. Toen dit uitlekte zwoeren zeven Perzische edelen samen om hem uit de weg te ruimen, wellicht ook omdat hij plannen had om bepaalde bezittingen van de adel te onteigenen ten voordele van het volk. In een geleide uitbarsting van woede, keerde het volk zich echter tegen alle magiërs en vele van hen werden vermoord.
De wettige sjah Cambyses kon zijn eigen eerherstel niet beleven. Op weg om met de bedrieger af te rekenen, overleed hij, zonder wettige opvolger, aan de gevolgen van een verwonding. Volgens Herodotus lieten de Perzen toen een godsoordeel beslissen over de vraag wie de nieuwe sjah zou worden. Dat werd Darius, een ver familielid van Achaemenes, de stamvader van de Achaemenidische dynastie.